# Cylindromyia ocypteroides
Cylindromyia ocypteroides là một loài ruồi trong họ Tachinidae.